# 阿波九城
阿波九城（あわくじょう）は、阿波国徳島藩（現在の徳島県）の藩祖・蜂須賀家政が設けた9つの支城の総称である。

## 歴史
天正13年（1585年）、蜂須賀家政が阿波国に入国した際に阿波国内にあった既存の9つの中世城郭を改修し「阿波九城」と称する支城として整備した。各城代には蜂須賀家より兵があてがわれ、郡奉行も兼ねていた。
慶長20年（1615年）の一国一城令により、寛政15年（1638年）、阿波九城は廃城となったが、徹底的な破却は行なわれなかった。これは一揆などの有事の際に再利用する目的であったとする説がある。

## 阿波九城の一覧
（出典：『戦国期阿波国のいくさ・信仰・都市』）
| 城名                   | 郡     | 初代城番         |
| ---------------------- | ------ | ---------------- |
| 一宮城                 | 以西郡 | 益田一正         |
| 撫養城（岡崎城）       | 板東郡 | 益田正忠         |
| 西条城                 | 板西郡 | 森監物           |
| 川島城                 | 麻植郡 | 林能勝           |
| 大西城（のち、池田城） | 三好郡 | 牛田一長         |
| 海部城（鞆城）         | 海部郡 | 中村重友         |
| 牛岐城（のち、富岡城） | 那東郡 | 賀島（細山）政慶 |
| 脇城                   | 美馬郡 | 稲田植元         |
| 仁宇山城               | 那西郡 | 山田宗重         |

## ギャラリー

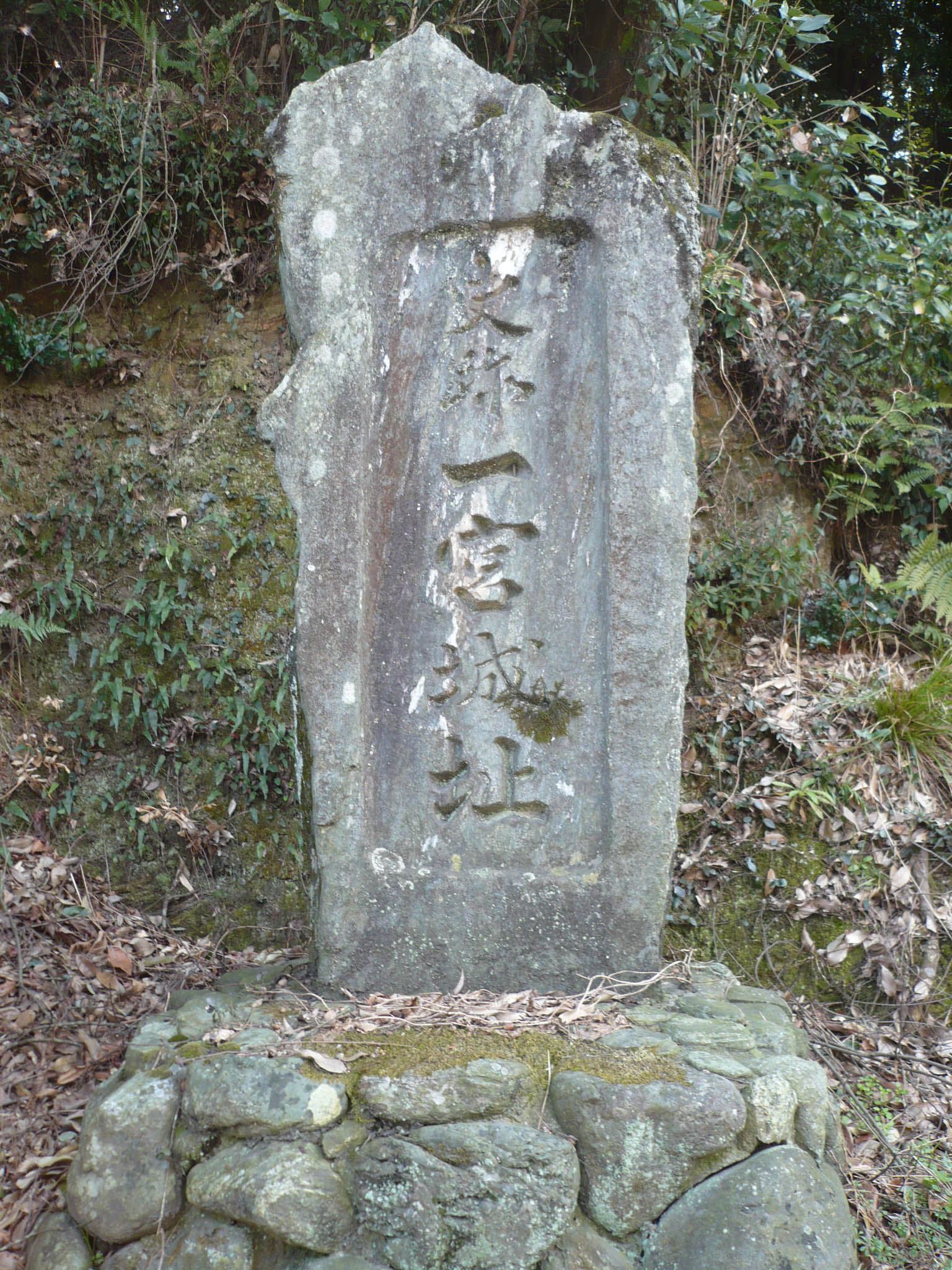
一宮城の石碑
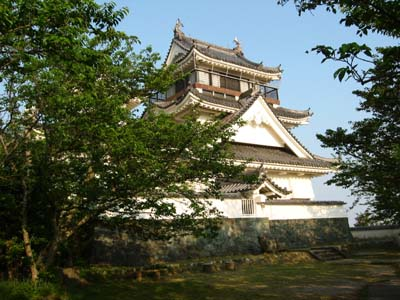
撫養城の模擬天守
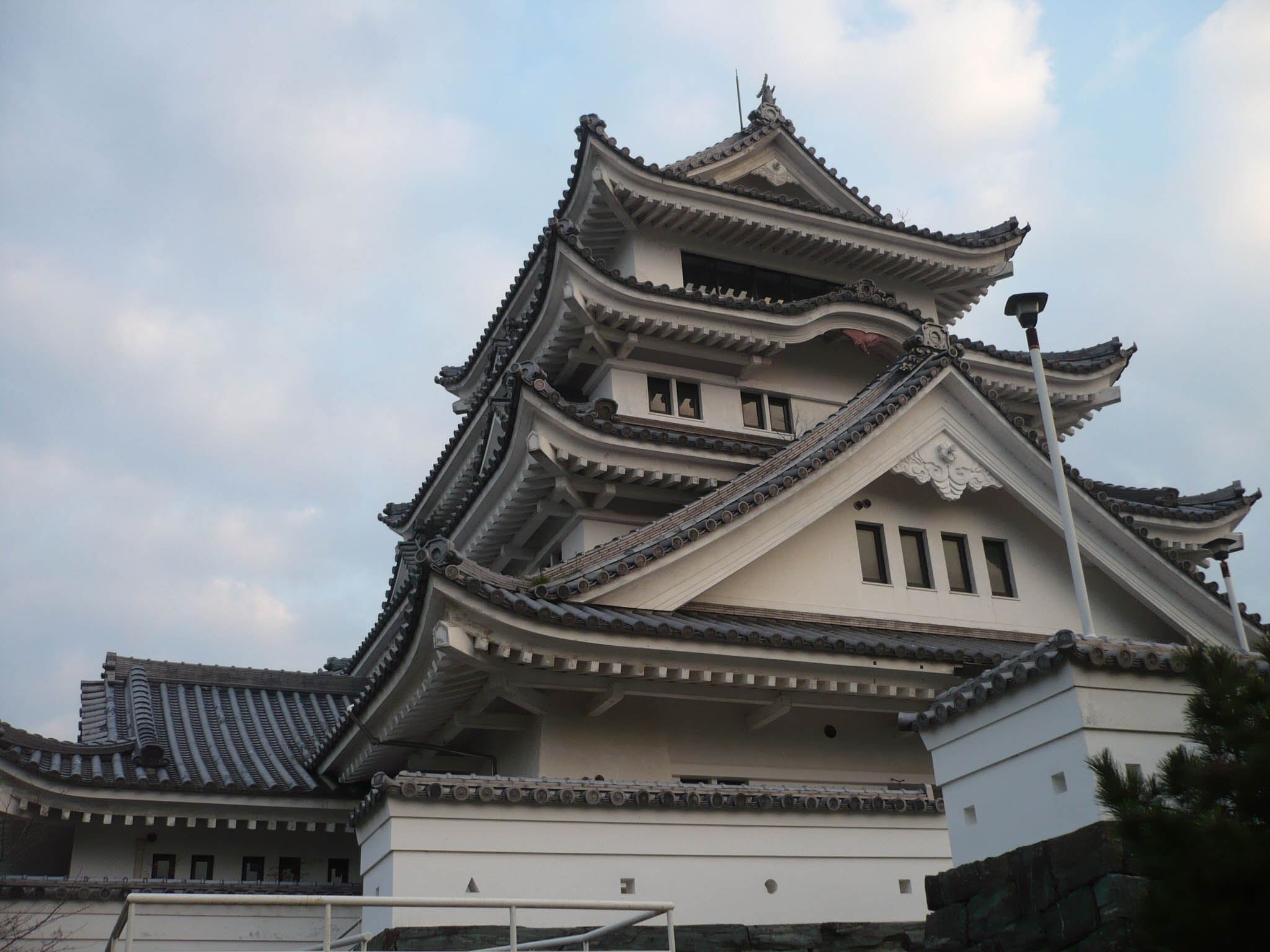
川島城の模擬天守